# آندریاس درسن
آندریاس درسن (آلمانی: Andreas Dresen؛ زادهٔ ۱۶ اوت ۱۹۶۳) کارگردان فیلم اهل آلمان است.
او در شصت و سومین جشنواره بین‌المللی فیلم برلین یکی از اعضای هیئت داوران بود.
از فیلم‌های او می‌توان به تابستان در برلین اشاره کرد.